# ガイドレシーバー
ガイドレシーバーは、送信機と受信機からなるワイヤレス無線システムを使った案内用無線機の総称である。ガイド(Guide)とレシーバー(Receiver)をかけ合わせた造語からなる。

## 概要
基本的な機能は、送信機側のマイクから発せられた音声が、離れた距離にいる受信機まで届きイヤホンで聞くことができる。送信機は複数台の受信機と接続することが出来るため、広い場所での誘導案内や音声での伝達指示が必要なシーンで主に使われる。無線通信の規格は、日本の電波法にて規定されている。
旅行会社やツアーコンダクター用語では、ガイディングレシーバーとも呼ばれ、観光時に離れたところからでもガイドの声が聞こえることから、旅行代理店の添乗員付きツアー商品にはガイディングレシーバー付きの記載がよく存在する。
国内のガイドレシーバーでは、パナソニックコネクト株式会社のパナガイドシステムや株式会社ケンネットのイヤホンガイドシステムなどが代表的である。あらかじめ録音された内容を聞く音声ガイド(オーディオガイド)とは異なる。

## 得手不得手
多くのガイドレシーバーは、特定小電力の無線規格を採用しているため、免許不要で無線通信が可能。トランシーバーと比べて安価で手に入る一方、出力の小さい電波を利用するため、他の無線機と比べ通信距離が短い。使用環境にもよるが、一般的に見通し100mが送受信可能な距離だと言われている。

## その他
2022年12月6日に一般社団法人日本旅行業協会（JATA)から公表された『旅行業における新型コロナウイルス対応ガイドライン（第4版）』には、「団体メンバーが案内をしているガイドの周りに密集することを避けるため、ガイドレシーバー等を利用することにより、旅行者同士が適切な距離を保って案内を聴けるよう、ガイドや観光施設に促す。」ことが明記されている。